# Balta Ialomiței
Die Balta Ialomiței ist eine rund 830 km² große und 130 Kilometer lange Donauinsel in Rumänien.

## Lage
Die Insel liegt zwischen dem Donauarm Brațul Borcea und dem Hauptarm (Dunărea Veche) der Donau, der zugleich die Grenze des Kreises Călărași und des Kreises Ialomița zum Kreis Constanța bildet. Die Grenze zwischen den beiden Kreisen auf der Insel bildet die Autostrada A2 zwischen Fetești und Cernavodă. Auf die Insel führen von Osten die Anghel-Saligny-Brücke, die 1987 von der kombinierten Eisenbahn- und Autobahnbrücke Cernavodă-Brücke abgelöst wurde, und von Westen die Borcea-Brücke. Auf der Insel verlaufen außer der Autostrada und der parallel zu dieser geführten Bahnlinie keine Verkehrswege.

## Geschichte
Die Balta Ialomiței und ihre Umgebung haben in den letzten Jahrzehnten einige tornadoähnliche Phänomene verzeichnet. Bemerkenswert ist der Tornado bei Făcăeni – eine Gemeinde am linken Ufer des Borcea-Arms, etwa 20 Kilometer nördlich der Stadt Fetești. Das Ereignis der Klasse F3 auf der Fujita-Skala wurde am 12. August 2002 aufgezeichnet, wobei zwei Tote und 14 Verwundete zu beklagen waren; drei Häuser zerstört und über 428 Häuser beschädigt wurden.
Die Insel ist unbewohnt und sumpfig und nur teilweise landwirtschaftlich genutzt.